# Platypria echidna
Platypria echidna es una especie de insecto coleóptero de la familia Chrysomelidae.
Fue descrita científicamente en 1840 por Guérin-Méneville.